# 능포동
능포동(菱浦洞)은 경상남도 거제시의 행정동이다. 면적은 3.24 km2이며, 인구는 2017년 12월 말 주민등록 기준으로 1만1286 명이다.

## 개요
능포동은 대우조선해양의 배후 지역으로 성장하였고, 시내·외 버스 종착지로서 교통 요충지이다. 또한 능포항을 배후로 한 어업 전진기지로 이용되고 있다. 방파제 주변, 해안 일주도로, 건강도로, 장미 조각공원 등이 있는 시민휴양 지역이다.

## 법정동
- 능포동
- 두모동 (동부)

## 주거
| 단지명            | 건설사   | 시행사       | 주소         | 입주       | 비고 |
| ----------------- | -------- | ------------ | ------------ | ---------- | ---- |
| 옥명대우          | 대우건설 | 대우조선해양 | 능포로2길 38 | 1999년 2월 |      |
| 롯데캐슬 아일랜드 | 롯데건설 | 대우조선해양 |              | 2006년 9월 |      |